# Tajchy

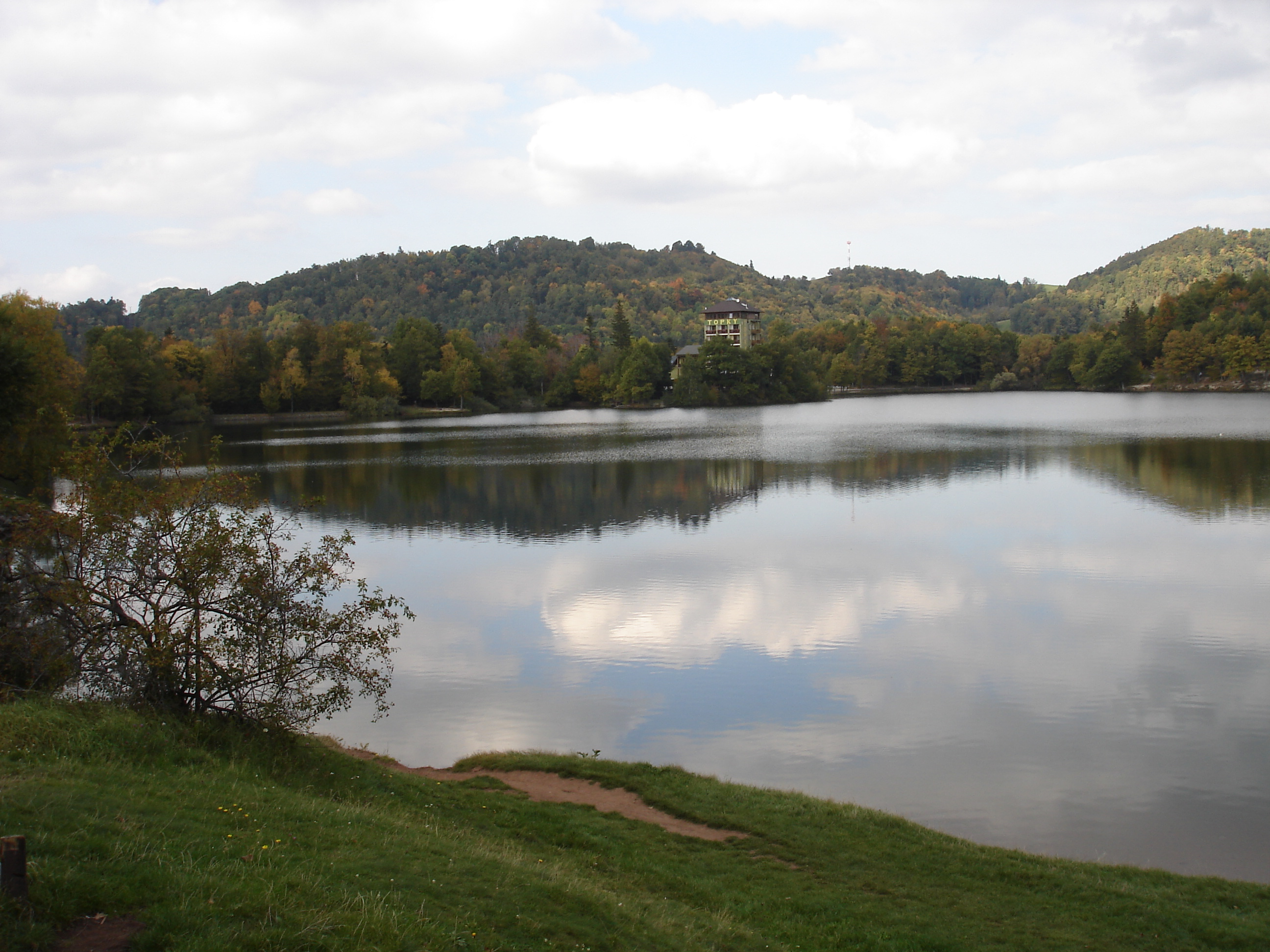
Počúvadlianske jazero (Pockhauser Teich), einer der erhaltenen tajchy

Die tajchy (Singular tajch, aus dem deutschen Wort Teich) sind ein Stausee-System im Gebirge Štiavnické vrchy um der Stadt Banská Štiavnica (deutsch Schemnitz) herum in der Mittelslowakei. Die meisten wurden im 18. Jahrhundert angelegt, um Energie für die örtlichen Silber-Bergwerke zu gewinnen. Zeitweise gab es 60 dieser Stauseen, die mit Kanälen und Tunnel mit mehr als 100 km Länge verbunden waren, heute sind noch 24 vorhanden und dienen weitgehend der Erholungsaktivitäten. Wegen ihrer historischen Bedeutung gehören diese seit 1993 zum UNESCO-Welterbe, zusammen mit der Stadt Banská Štiavnica und anderen technischen Denkmalen in der Gegend.

## Liste dertajchy
Diese Liste erhebt keinen Anspruch auf Vollständigkeit.
| - Veľká Vodárenská nádrž - Beliansky tajch (Dillner Teich) - Malá Vodárenská nádrž - Tajch Ottergrund (Ottergrunder Teich) - Tajch Evička - Malý Kolpašský tajch (Kleiner Kohlbacher Teich) - Horný Hodrušský tajch (Oberer Hodritzscher Teich) - Tajch Červená studňa (Rothenbrunner Teich) | - Tajch Veľká Vindšachta (Großer Windschachter Teich) - Tajch Klinger (Klingerstollner Teich) - Veľký Kolpašský tajch (Großer Kohlbacher Teich) - Počúvadlianske jazero (Pockhauser Teich) - Tajch Krechsengrund - Bančiansky tajch - Tajch Horná a Dolná Michalštôlňa - Goldfusský tajch | - Tajch Veľká Richňava (Großer Reichenauer Teich) - Tajch Malá Richňava (Kleiner Reichenauer Teich) - Halčiansky tajch (Halicser Teich) - Komorovské vodné nádrže - Tajch Moderštôlňa - Dolnohodrušský tajch (Unterer Hodritzscher Teich) - Tajch Bakomi (Bakomi-Teich) - Tajch Rozgrund (Rossgrunder Teich) |